# جرمنتاون (ویرجینیا)
جرمنتاون (به انگلیسی: Germantown) یک منطقهٔ مسکونی در ایالات متحده آمریکا است که در شهرستان فاوکیه واقع شده‌است.